# Juan Balsa
Juan Balsa (n. España, ? - m. Perú, 1542) fue un aventurero español que actuó en la conquista del Perú, el descubrimiento de Chile y las guerras civiles entre los conquistadores del Perú, militando en el bando almagrista. Se le sindica como uno de los asesinos de Francisco Pizarro. Se hizo fama de "hombre de poco ánimo", también de intrigante y azuzador.

## Biografía

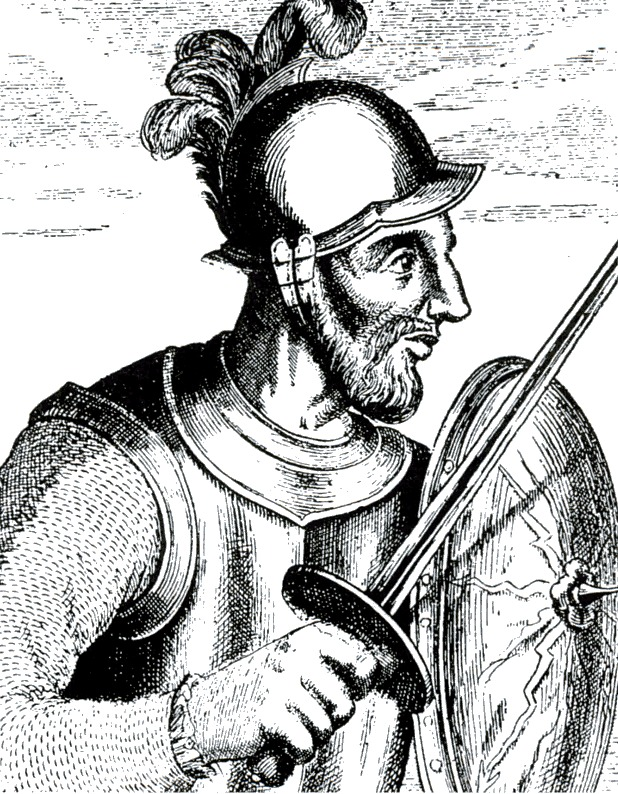
Diego de Almagro el Viejo. Grabado de las Décadas de Antonio Herrera.

Llegó al Perú como criado y contador de Diego de Almagro el Viejo, a quien siguió en la expedición que descubrió Chile, acompañándolo después en su rebelión contra los Pizarro, hasta la batalla de las Salinas, el 6 de abril de 1538. Almagro fue derrotado, preso y ejecutado, y Balsa se convirtió en su albacea, pasando a Lima donde pidió licencia para viajar a España. Aquella le llegó el 15 de abril de 1541, pero ya era muy tarde pues Balsa no podía dejar el Perú al estar demasiado comprometido con Diego de Almagro el Mozo, el hijo de Almagro el Viejo, con quien llegó a tener íntima confianza. Efectivamente, los almagristas, que habían sido reducidos a la miseria por los pizarristas, se reunieron en Lima en torno a Almagro el Mozo, que era muy joven aún, por lo que el liderazgo del grupo lo asumió el experimentado Juan de Rada, convirtiéndose Balsa en otro de los jefes prominentes. 
Salió Balsa con Alonso de Montemayor a Trujillo (norte del Perú) para encontrarse con Cristóbal Vaca de Castro, el juez comisionado por el Rey para mediar en los disturbios de los conquistadores. Los almagristas esperaban justicia de este funcionario, pero estuvieron más de dos meses esperándolo vanamente, optando entonces por regresar a Lima. Corrió entonces el rumor de que dicho juez ya se había vendido a los Pizarro, ante lo cual los almagristas acordaron el asesinato del marqués gobernador Francisco Pizarro. Balsa se integró al grupo que llevó a cabo tal plan, y una versión afirma que fue su estocada la que quitó la vida a Pizarro, aunque otras sostienen que fue la de Juan de Rada o la de Martín de Bilbao. El historiador José Antonio del Busto considera que lo más probable es que Balsa se haya quedado en uno de los patios de Palacio, apoyando a los asesinos.
Almagro el Mozo fue proclamado gobernador del Perú y Balsa fue investido como capitán del ejército rebelde, con el que salió de Lima rumbo a la sierra; en Huarochirí enfermó Juan de Rada quien tuvo entonces que dejar el mando del ejército, llegándose a decir que Balsa lo había envenenado. Rada falleció poco después, en Jauja.
Llegado al Cuzco, Balsa fue nombrado por Almagro como Teniente Gobernador de la ciudad; allí estuvo presente en la famosa entrevista que culminó con la muerte de Cristóbal de Sotelo dada por García de Alvarado, la que se hizo mientras Balsa abrazaba a Sotelo, no se sabe si para defenderlo o impedir que se defendiera. Como se rumoreó que García de Alvarado también quería matar a Almagro, éste hizo a Balsa su Capitán General para que lo defendiera. Celoso Alvarado por este nombramiento lo quiso llamar a su posada para matarlo allí, pero Balsa le respondió astutamente que él no quería ser Capitán General y que convencería a Almagro para que le diera a él tal cargo. Alvarado se lo creyó, más todavía cuando Balsa le prometió traerle el nombramiento que ya estaba firmado por Almagro. Como en efecto ocurrió ello, Pedro de San Millán organizó un banquete para festejar el acontecimiento, pero Almagro el Mozo no asistió aduciendo estar enfermo, por lo que fue Alvarado a preguntar por su salud. No bien entró Alvarado en el aposento de Almagro cuando Balsa lo abrazó por la espalda y le dijo: «Sed preso por el Rey». Almagro el Mozo aprovechó entonces para dar a Alvarado una cuchillada en la cabeza, mientras que dos de sus partidarios lo remataban. Como premio, Almagro invistió a Balsa definitivamente como Capitán General y poco después salió al mando del ejército almagrista para enfrentarse a Vaca de Castro, que avanzaba con una fuerza de 500 hombres leales al Rey. 

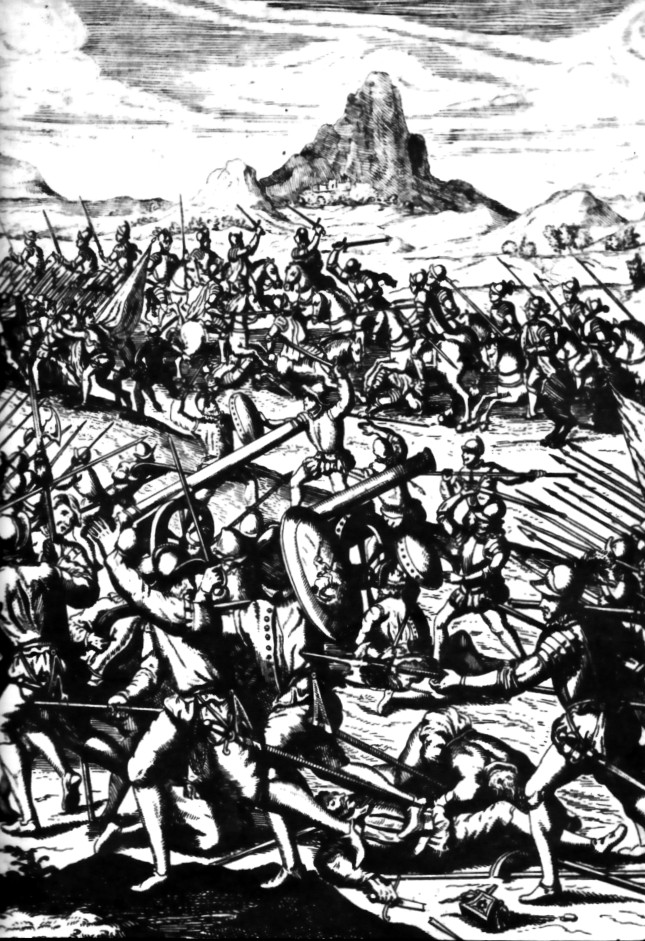
Batalla de Chupas

Balsa marchó llevando la retaguardia y el fardaje, y en Vilcas fue uno de los jefes que escribieron y firmaron la carta a Vaca de Castro advirtiéndole que la causa almagrista era la causa del Rey. Contestó Vaca de Castro que cualquier negociación debía hacerse dando los rebeldes por rehén a Juan Balsa y los leales a Alonso de Alvarado, pero no se llegó a ningún acuerdo. Entonces se libró la batalla de Chupas, el 16 de septiembre de 1542, en la que los almagristas fueron derrotados y Juan Balsa huyó con diez o doce jinetes por la sierra, donde acabaron por ser exterminados por los indios.

## Descendencia
Juan Balsa poseía casas en el Cusco situadas en la calle de San Agustín, que fueron posteriormente las casas arzobispales. El Inca Garcilaso de la Vega dice que estuvo casado con la ñusta doña Leonor, hija de Huayna Cápac (la que después se casó con Francisco de Villacastín), y que de tal enlace nació Juan Balsa el Mozo, que sirvió primero en la guerra de Vilcabamba y luego fue desterrado a Chile por el virrey Francisco de Toledo. Pero por otros documentos se sabe que Balsa también tuvo en doña Inés Tocto Ocllo Caitore (hija de Apo Huallpa Rimachi, hijo a su vez de Pacha Chulla Inca y de Mama Cori Ocllo, y nieta paterna del Inca Huiracocha), una hija que se llamó Francisca Balsa, la cual casó con Diego Rodríguez Zorrilla, vencedor en la batalla de Pucará, padres a su vez de Juana Balsa, que enlazó con Juan Bautista González, Alférez del Adelantado Álvaro de Mendaña en el descubrimiento de las Islas Salomón.